# Ференц Мольнар (футболіст, 1884)
Ференц Мольнар (угор. Molnár Ferenc, 28 листопада 1884 — 9 січня 1959) — угорський футболіст, що грав на позиції захисника. По завершенні ігрової кар'єри — футбольний тренер.

## Життєпис
Грав на позиції захисника у складі клубів УТЕ і БТК.
У 1906 році зіграв два матчі у складі національної збірної Угорщини. 7 жовтня угорська команда зіграла внічию 4:4 зі збірною Богемії, а 4 листопада перемогла збірну Австрії з рахунком 3:1. Два молодших брати Ференца Еден Мольнар і Імре Мольнар також грали за збірну Угорщини.
Як футбольний тренер працював зі збірними Латвії (чотири матчі у 1926 році) і Литви (два матчі у 1927 році).